# Heinz Neumann (Bildhauer)
Heinz Neumann (* 12. März 1922 in Berlin; † 28. März 2000 in Feldhorst/Stormarn bei Lübeck) war ein deutscher Bildhauer.

## Leben und Werk
Vor dem Zweiten Weltkrieg absolvierte Neumann in Berlin eine Bau- und Kunstschlosserlehre. Heinz Neumann studierte ab 1948 an der Berliner Meisterschule für Kunsthandwerke als Meisterschüler bei Fritz Kühn. Sein Studium setzte er an der Kunsthochschule Stuttgart bei Willi Baumeister fort.
Ab 1968 lebte und arbeitete Neumann in Reinfeld in Schleswig-Holstein, wo er eine Werkstatt als Kunsthandwerksschmied betrieb. Daneben war er Dozent an der Werkkunstschule Lübeck. Als Bildhauer nutzte er industrielle Verfahren wie Schneidbrennen, Schweißen und Kaltverformung, seine Materialien waren Cortenstahl und Edelstahl. Werke Neumanns im öffentlichen Raum befinden sich u. a. in Bad Oldesloe, Reinfeld, Bargteheide und Hamburg. Neumann benannte seine Werke nicht, daher sind die Werkstitel eigentlich kurze Beschreibungen.

## Werke im öffentlichen Raum (Auswahl)

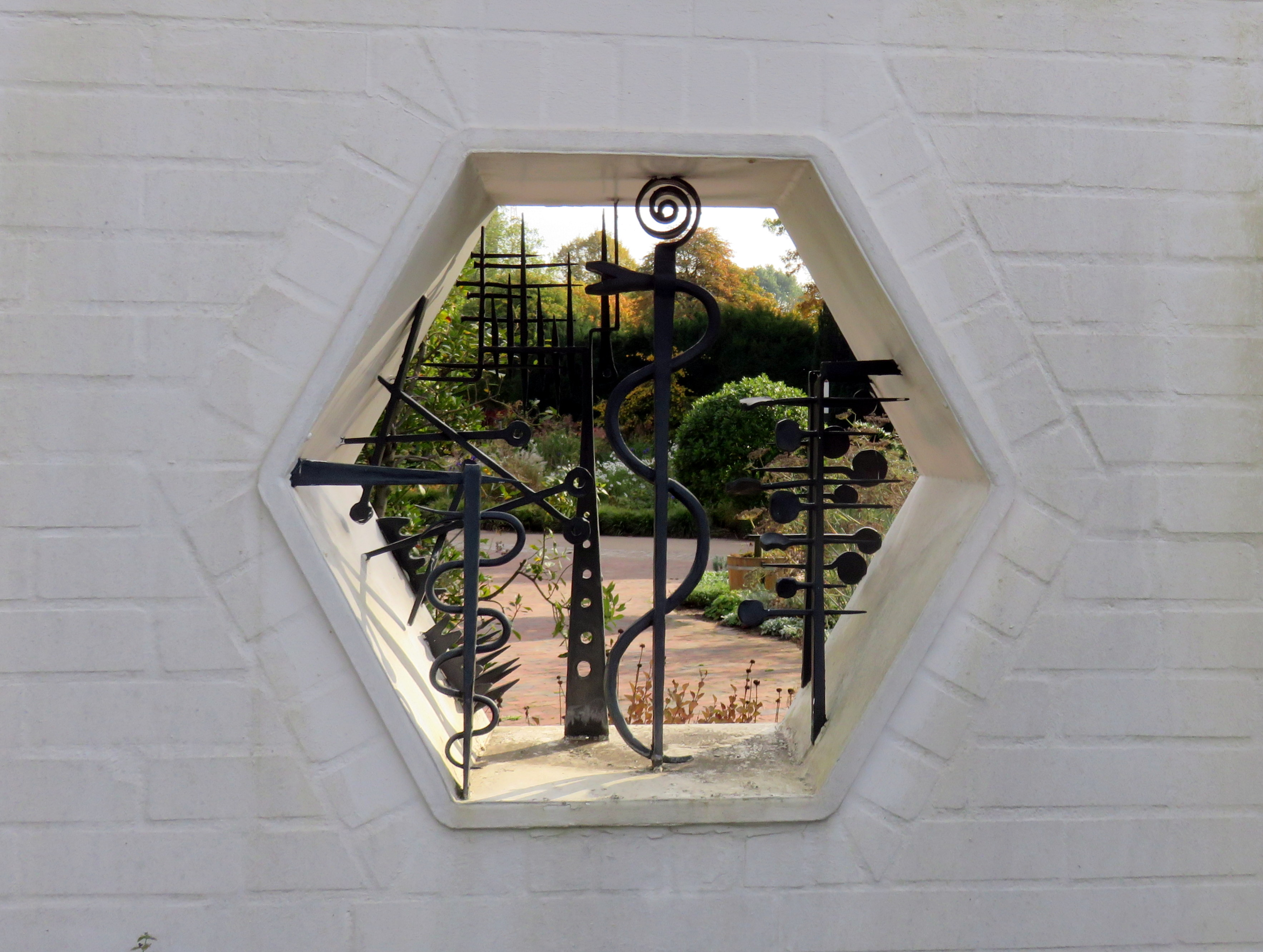
Eines der Fenstergitter im Apothekergarten, Planten un Blomen

- 1963: Portal aus Kupfer der Katholischen Kirche St. Georg, Travemünde
- 1963: Fenstergestaltung aus geschmiedetem Eisen im Apothekergarten, Planten un Blomen, Hamburg
- 1968: Stahlplastik vor der Dietrich-Bonhoeffer-Schule, Bargteheide
- Kirchturmspitze der neugebauten Hauptkirche St. Nicolai in Hamburg
- Wandrelief im Volkswagenwerk, Wolfsburg
- Tore des Casinos Travemünde
- Innengestaltung der Raststätte Buddikate, BAB 1
- Edelstahlplastik in Lübeck (abgebaut)
- Gedenktafel für Matthias Claudius in Reinfeld
- 1977: Eisenkonstruktion vor dem Hilfszentrum in Bargteheide